# ألكس محمد
ألكس محمد (بالإسبانية: Al-Lal Mohamed Amar)‏ هو لاعب كرة قدم إسباني، ولد في 25 ديسمبر 1957 في مليلية في إسبانيا. شارك مع منتخب إسبانيا تحت 18 سنة لكرة القدم. أما مع النوادي، فقد لعب مع ريال بيتيس وريكرياتيفو ونادي خيريث.